# Rio Găina (Mureş)
O Rio Găina é um rio da Romênia, afluente do Mureş, localizado no distrito de Harghita.